# Joris
Joris ist ein Familienname sowie, als Vorname, eine niederländische sowie friesische Variante sowohl von Georg als auch von Gregor.

## Bekannte Namensträger

### Vorname
- Joris van den Bergh (1882–1953), niederländischer Sportjournalist und Buchautor
- Joris Chamblain (* 1984), französischer Comicautor
- Joris Daudet (* 1991), französischer Radrennfahrer
- Joris Delacroix (* 1987), französischer Musiker (elektronische Musik)
- Joris Dudli (* 8. März 1957 in Frauenfeld) – Schweizer Jazz-Schlagzeuger
- Joris Gratwohl (* 27. Juni 1973 in Olten) – Schweizer Schauspieler
- Joris Hoefnagel (* 1542 in Antwerpen; † 9. September 1600 in Wien) – flämischer Miniaturenmaler und Illuminator
- Joris-Karl Huysmans (* 5. Februar 1848 in Paris; † 12. Mai 1907 ebenda) – französischer Schriftsteller
- Joris Ivens (* 18. November 1898 in Nijmegen, Gelderland; † 28. Juni 1989 in Paris) – niederländischer Dokumentarfilmer und Kommunist
- Joris Kayembe (* 8. August 1994 in Brüssel) – belgischer Fußballspieler
- Joris Johannes Christiaan Lebeau (* 26. Mai 1878 in Amsterdam; † 2. April 1945 im KZ-Dachau) – niederländischer Künstler und Anarchist
- Joris Luyendijk (* 1971 in Amsterdam) – Sachbuchautor und Auslandskorrespondent
- Joris Mathijsen (* 5. April 1980 in Goirle) – niederländischer Fußballspieler
- Joris Nieuwenhuis (* 1996), niederländischer Radrennfahrer
- Joris Peters (* 1958), belgischer Zoologe
- Joris Peusens (* 1979), belgischer Eishockeyspieler und -trainer
- Joris Roelofs (* 1984), niederländischer Jazzmusiker (Saxophone, Klarinette, Bassklarinette, Flöte)
- Joris Rühl (* 1982), französischer Musiker
- Joris van Spilbergen (1568–1620), niederländischer Seefahrer
- Joris Teepe (* 1962), niederländischer Jazzmusiker (Kontrabass, Komposition) und Hochschullehrer
- Joris van der Hoeven (* 1971), niederländischer Mathematiker und Informatiker
- Joris Van Hout (* 1977), belgischer Fußballspieler
- Joris Van Wezemael (* 1973), schweizerisch-belgischer Wirtschaftsgeograf, Planungswissenschafter und Architektursoziologe
- Joris Veltman (* 1971), niederländischer Molekular- und Humangenetiker
- Joris Vercammen (* 1952), sechzehnter Erzbischof der Alt-Katholischen Kirche der Niederlande
- Joris Voorn (* 1977), niederländischer Tech House-DJ und -Musikproduzent

### Künstlername
- Joris (Musiker) (* 1989), deutscher Musiker

### Familienname
- Bert Joris (* 1957), belgischer Jazzmusiker
- Chris Joris (* 1952), belgischer Jazzmusiker
- David Joris (1501/2–1556), niederländischer Täufer, Glasmaler und selbsternannter Messias
- Elisabeth Joris (* 1946), Schweizer Historikerin
- Françoise Mallet-Joris (1930–2016), belgisch-französische Schriftstellerin
- Pierre Joris (1946–2025), luxemburgisch-US-amerikanischer Dichter, Essayist, Übersetzer und Anthologe
- Pio Joris (1843–1921), italienischer Maler

## Belege
1. ↑  Nederlandse Voornamen Databank.